# Valeriana hispidula
Valeriana hispidula är en kaprifolväxtart som beskrevs av Pierre Edmond Boissier. Valeriana hispidula ingår i släktet vänderötter, och familjen kaprifolväxter. Inga underarter finns listade i Catalogue of Life.